# Lozang Ješe
Sönam Čhoglang (1663–1737) byl pátým tibetským pančhenlamou. Narodil se do rodiny, která zaujímala ve společnosti dobré postavení. Brzy po svém narození byl rozpoznán jako inkarnace svého předchůdce Lozang Čhökji Gjalcchäna.
| Linie pančhenlamů                   | Linie pančhenlamů     | Linie pančhenlamů            |
| ----------------------------------- | --------------------- | ---------------------------- |
| Předchůdce: Lozang Čhökji Gjalcchän | 1663–1737 Lozang Ješe | Nástupce: Lozang Paldän Ješe |